# Aradi lutheránus templom
Az aradi lutheránus templom más néven vörös templom evangélikus templom Romániában, Arad városában. A romániai műemlékek jegyzékében az AR-II-m-B-00543 sorszámon szerepel.